# Довер (Делавэр)
До́вер (англ. Dover) — город в США, административный центр штата Делавэр и округа Кент. В 2010 году население города составляло 36 047 человек: второй по количеству жителей и первый по площади в штате.
Вблизи города расположена авиабаза Довер (англ. Dover Air Force Base).

## История
Довер был основан как место размещения суда для вновь созданного округа Кент в 1683 году Уильямом Пенном, основателем Пенсильвании и владельцем территории, известной как «Нижние округа на Делавэре», и получил своё название в честь британского города Дувр. Позже, в 1717 году, городу был дан официальный статус специальной комиссией Генеральной Ассамблеи штата Делавэр.

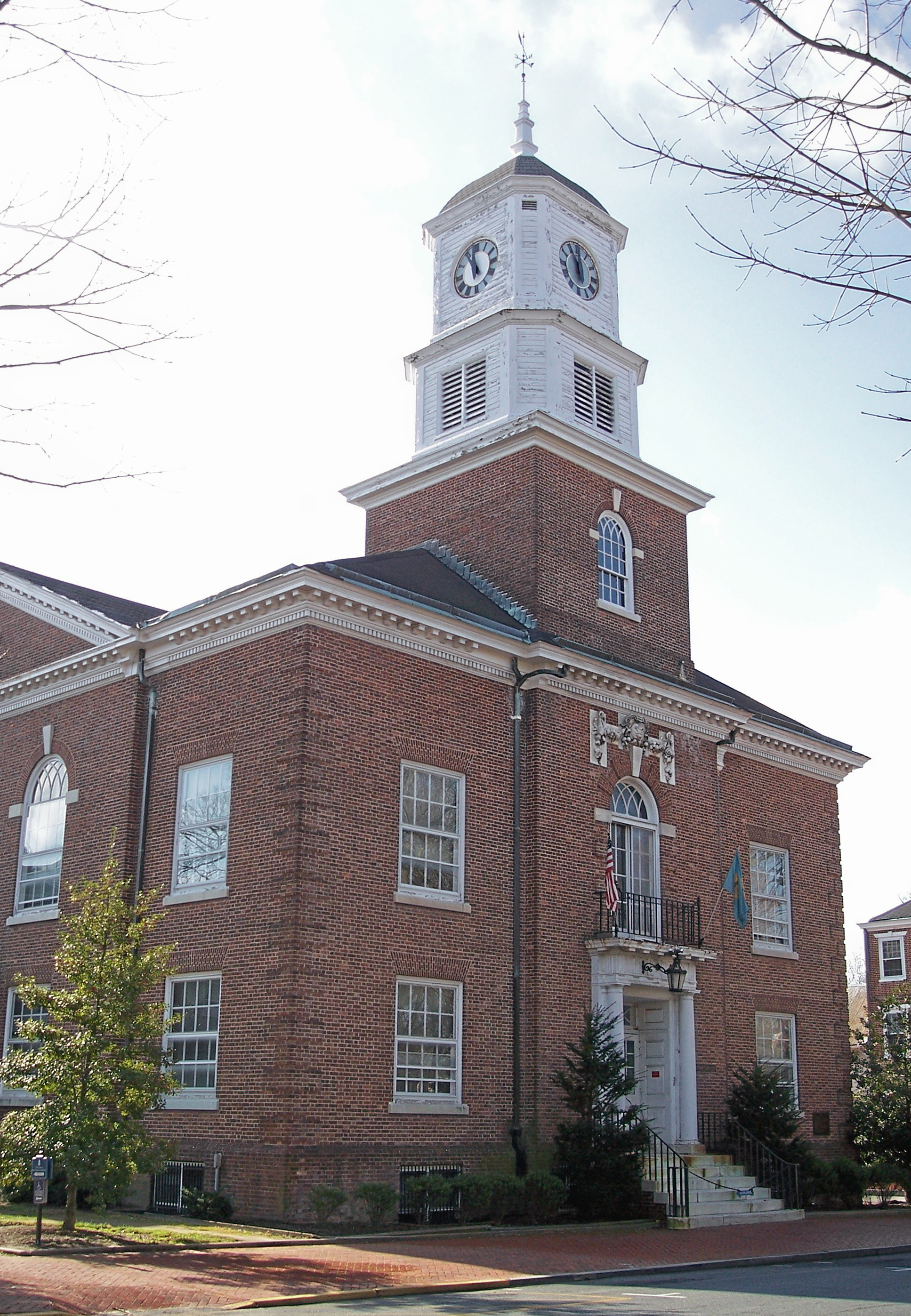
Здание суда в Довере

Столица штата Делавэр был перенесен сюда из Ньюкасла в 1777 году из-за его центрального расположения и относительной безопасности от британских рейдов на реке Делавэр. Согласно акту, принятому в октябре 1779 года, Ассамблея выбирала для заседаний любое подходящее место, собираясь в городах Уилмингтон, Льюис, Довер, Ньюкасл и снова в Льюисе, пока, наконец, не остановилась окончательно в Довере в октябре 1781 года. Центр города, известный как Зелёная площадь, был местом проведения многочисленных собраний, войсковых смотров и других патриотических мероприятий. По сей день Зелёная площадь остается сердцем исторического района Довера и местом расположения Верховного суда Делавэра и суда округа Кент.
 
В годы Войны за независимость Довер был известен в первую очередь как дом Цезаря Родни (англ. Caesar Rodney), популярного военного лидера тех времён. Он был похоронен в окрестностях Довера, но точное местонахождение его могилы неизвестно. Кенотаф в его честь возведен на кладбище Епископальной церкви Христа вблизи Зелёной площади.
Довер и округ Кент были глубоко разделены по вопросу о рабстве, и город был остановкой на так называемой «подпольной железной дороге» из-за его близости к рабовладельческому Мэриленду и свободным от рабства Пенсильвании и Нью-Джерси. Довер также являлся домом для большого сообщества квакеров, которые предпринимали постоянные усилия в области эмансипации в начале XIX века. Хотя Делавэр и был рабовладельческим штатом, рабов в нём было очень немного, и экономика штата не основывалась на рабском труде, в отличие от Юга. Тем не менее, существование института рабства поддерживалось большинством жителей, считавших подчинённое положение негров естественным порядком вещей.

## География и климат
Площадь города составляет около 59 км², из которых суша занимает около 58 км². Климат — субтропический океанический, смягчается за счёт влияния залива Делавэр и защитного действия Аппалачей. Зима — мягкая, обычно за год выпадает около 36 см снега, однако, как правило, он не остаётся на земле слишком долго. Лето — жаркое и влажное, почти тропическое, с 29 днями в году с температурой, достигающей или превышающей 32°С. Весна и осень продолжительные. Осадки распространяются в течение года довольно равномерно.
| Показатель                | Янв. | Фев. | Март | Апр. | Май  | Июнь | Июль | Авг. | Сен. | Окт. | Нояб. | Дек. | Год  |
| ------------------------- | ---- | ---- | ---- | ---- | ---- | ---- | ---- | ---- | ---- | ---- | ----- | ---- | ---- |
| Средний максимум, °C      | 6,5  | 8,2  | 12,9 | 18,6 | 23,8 | 28,3 | 30,8 | 29,7 | 26,4 | 20,6 | 14,8  | 9,1  | 19,2 |
| Средняя температура, °C   | 1,8  | 3,2  | 7,4  | 14,6 | 18,0 | 22,7 | 25,4 | 24,6 | 21,0 | 14,9 | 8,5   | 4,4  | 13,8 |
| Средний минимум, °C       | −2,8 | −1,9 | 2,0  | 6,6  | 12,1 | 17,1 | 20,1 | 19,4 | 15,7 | 9,2  | 4,3   | −0,3 | 8,4  |
| Норма осадков, мм         | 100  | 77   | 112  | 88   | 109  | 96   | 106  | 120  | 116  | 83   | 80    | 89   | 1176 |
| Источник: Погода и климат |      |      |      |      |      |      |      |      |      |      |       |      |      |

## Население
По данным переписи 2010 года население города составляло 36 047 человек, имелось 12 340 домохозяйств и проживало 7 502 семьи.
Расовый состав населения:
- белые — 48,3 %
- афроамериканцы — 42,2 %
- латиноамериканцы (всех рас) — 6,6 %
- азиаты — 2,7 %

Среднегодовой доход 19 445 долларов США на душу населения (данные 2000 года). Средний возраст горожан — 33 года.
Уровень преступности в городе высокий, но большая часть преступлений совершается в «чёрных» районах.

## Экономика
Крупнейший работодатель Довера (как и всего Делавэра) — правительство штата. Большая часть государственных учреждений, хоть и не все, находятся в городе либо его окрестностях. Однако, как и во многих других американских штатах, столица штата Делавэр не является его крупнейшим городом. В связи с этим Уилмингтон, крупнейший город штата, расположенный в северной его части, так же служит местом расположения многих государственных учреждений, в том числе офиса Генерального прокурора штата, тем более, что многие крупные американские корпорации содержат там номинальные офисы, чтобы их штаб-квартиры были зарегистрированы в Делавэре (это связано с мягким налоговым режимом штата).

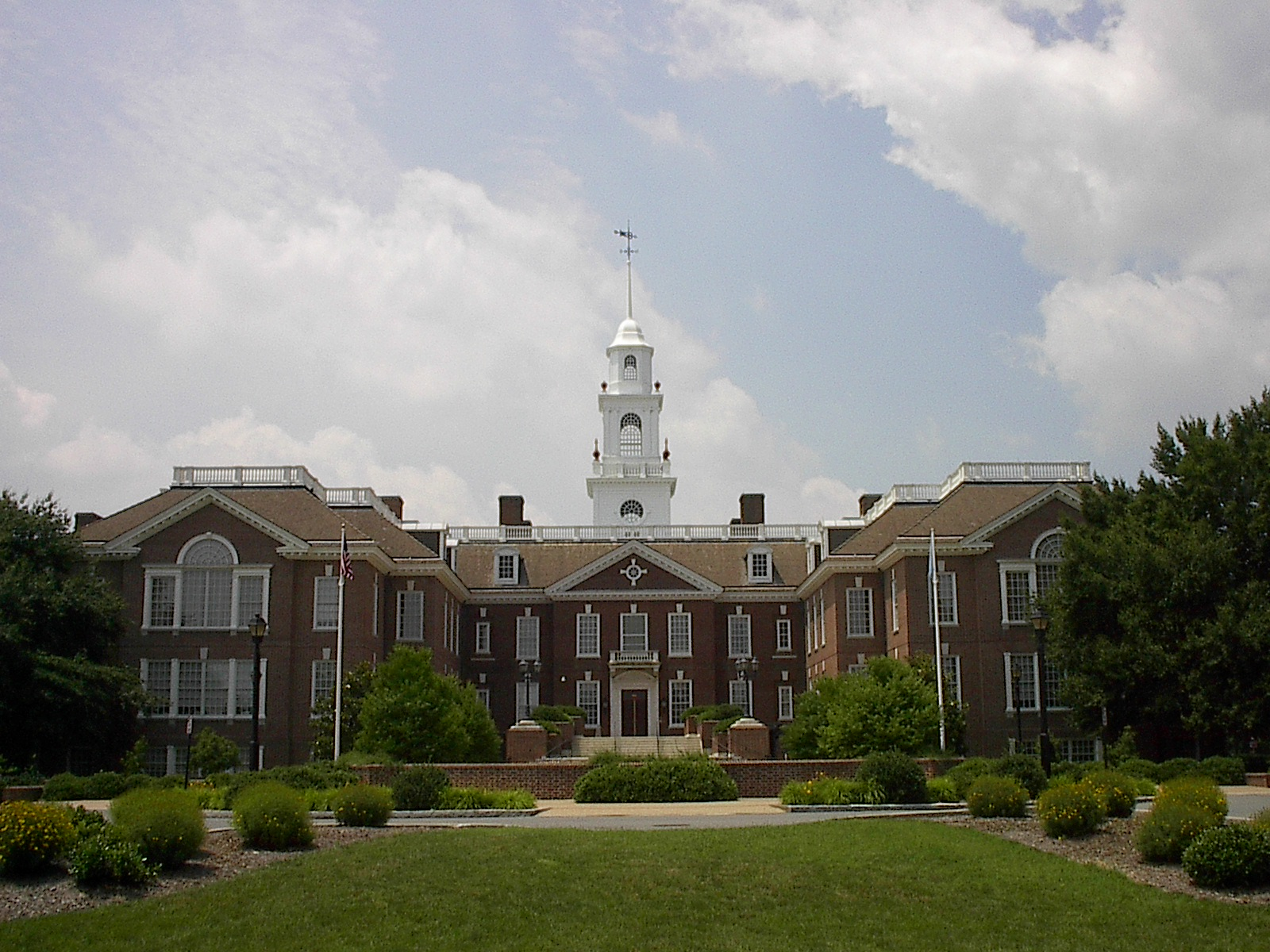
Капитолий штата Делавэр

Довер является одним из самых быстрорастущих районов в штате Делавэр, во многом благодаря относительно низкой стоимости жизни. Как следствие, администрация округа Кент является одним из крупнейших работодателей в регионе. Наряду с государственными и муниципальными учреждениями, крупным работодателем является база ВВС, расположенная на юго-восток от города. На базе находится единственный военный морг в континентальной части Соединенных Штатов, который принимает и обрабатывает останки солдат, погибших в боях.
Компании Kraft Foods и Procter & Gamble имеют значительные производственные мощности в Довере. Фирма ILC Dover, расположенная в пригороде Довера Фредерике, является производителем тканей для военной и аэрокосмической промышленности, в том числе для изготовления космических скафандров.
Два выходных в году, гонки NASCAR проводятся на автодроме Dover International Speedway, привлекая около 100 000 зрителей и посетителей, временно делая Довер крупнейшим городом штата. Эти гонки, и, в последние годы, азартные игры на игровых автоматах, приносят миллионы долларов в экономику Довера.
Довер является единственной столицей штата с добровольной пожарной командой.

## Транспорт
Несмотря на то, что на юго-восточной окраине города расположена база ВВС, Довер не имеет своего гражданского аэропорта. Ближайшие крупные аэропорты с регулярным сообщением находятся в Балтиморе и Филадельфии.
Через Довер проходит железная дорога, но пассажирское сообщение на ней не осуществляется. Ближайший железнодорожный вокзал находится в Уилмингтоне.
Довер является одной из четырёх столиц штатов, через которые не проходит ни одно межштатное шоссе (наряду с Пирром, Джуно и Джефферсоном). Важнейшая дорога, проходящая через город — US 13.
Общественный транспорт представлен 14-ю автобусными маршрутами (управляются компанией DART First State).